# Norton P10
De Norton P10 (Project 10) was een prototype motorfiets dat in 1965 door het Britse merk Norton werd gebouwd.

## Voorgeschiedenis
Norton maakte sinds 1952 deel uit van Associated Motor Cycles, dat ook eigenaar was van AJS, Matchless, James en Francis-Barnett. Hoewel het merk Norton nog wel winstgevend was, zat AMC halverwege de jaren zestig in zwaar weer. Op de belangrijke markt in de Verenigde Staten was er grote concurrentie van de BSA-groep (Triumph en BSA) en zowel in Europa als in de VS kwam Honda met lichte machines sterk op. Als antwoord daarop had men geprobeerd de 400cc-Norton Electra met startmotor uit te brengen, maar die machine vertoonde zo veel gebreken dat het project in 1965 werd stopgezet. In de zwaardere klassen werkte Triumph al aan de P1-driecilinder. De 750cc-machines van AJS en Matchless gebruikten het motorblok van de Norton Atlas.

## Norton P10
Aanvankelijk was het plan om een nieuw 750cc-model te ontwikkelen, maar men koos al snel voor 800 cc. De ontwikkeling werd in handen van Charles Udall gegeven. Udall had zijn sporen verdiend bij Velocette. Udall koos voor een paralleltwin met dubbele bovenliggende nokkenas. Daar had Norton al heel lang ervaring mee, want al voor de Tweede Wereldoorlog kreeg het Norton International Model 30 een dergelijk systeem. De nokkenassen werden echter aangedreven door een dure koningsas. Voor een fabrieksracer was dat niet erg, maar een normale klantenmotorfiets zou erg duur worden. Bij testen op de testbaan van de Motor Industry Research Association (MIRA) in de buurt van Nuneaton kwamen grote problemen aan het licht. Na de test was het blok kletsnat van de gelekte olie en de motor trilde enorm. Ontwikkelingsingenieur Wally Wyatt hing het blok in rubbers, maar die versleten snel, waardoor het blok scheef in het frame kwam en de ketting van de tandwielen afliep. Bovendien was ook dit blok complex en duur om te produceren.

### Motor
De motor was een dwarsgeplaatste, luchtgekoelde paralleltwin, waarvan de boring-slagverhouding onbekend is gebleven, maar waarvan de cilinderinhoud ongeveer 800 cc bedroeg. De brandstofvoorziening werd verzorgd door twee Amal-carburateurs. De machine had nog een magneetontsteking. De eendelige krukas draaide in kegellagers. De aandrijving van de nokkenassen was complex en moeilijk te construeren. Terwijl de tweecilinder Honda CB 450 (die in 1965 op de markt kwam) een ketting tussen de beide cilinders had, die gewoon in het smeersysteem was opgenomen, koos Udall voor een 1,2 meter lange ketting buiten het motorblok, aan de rechterkant. Die ketting moest zowel gesmeerd als beschermd tegen vocht en vuil worden. Daarom zaten er drie buisjes omheen, vanuit het carter naar de voorste nokkenas, vandaar naar de achterste en terug naar het carter. Deze buisje moesten al om de ketting liggen voor deze geklonken en gemonteerd werd, anders moest er een sluitschakel worden gebruikt. Voor de smering waren de buisjes aan de binnenkant van een PTFE-laag voorzien. Aan de uiteinden zaten rubber afdichtingsringetjes. Ondanks alles veroorzaakte de lange ketting een storend rammelend geluid. De carterventilatie werd verzorgd door een reed valve. Bij het aantrappen veroorzaakte die een scheet-achtig geluid.

### Transmissie
Net als de Norton Jubilee en de Norton Navigator kreeg de P10 een blokmotor (versnellingsbak geïntegreerd in het blok). De meervoudige natte plaatkoppeling en de vijfversnellingsbak werden aangedreven door een duplexketting. Op de versnellingbak zat de kickstarter en het achterwiel werd door een ketting aangedreven.

### Rijwielgedeelte
De P10 had een ingekorte versie van het Featherbed frame, met aan de voorkant de Norton Roadholder-telescoopvork en achter een swingarm met twee veer/demperelementen. Voor en achter zaten trommelremmen.

## Norton Z26
Associated Motor Cycles werd in 1966 overgenomen door de Villiers Engineering Group, waardoor Norton-Villiers ontstond. Dit bedrijf van Dennis Poore pakte in 1967 de ontwikkeling van de P10 weer op, nu als Norton Z26. Stefan Bauer veranderde de cilinderkop en Tony Dennis het carter. Bauer verving de lange nokkenasketting door twee kortere, een vanaf het carter naar de achterste nokkenas en een tweede van de achterste nokkenas naar de voorste. Het was mooier en makkelijker (goedkoper) te produceren. Er werd ook een nieuw frame met enkele bovenbuis ontwikkeld. Toch ging dit project niet door. In stilte was de ontwikkeling van de Norton Atlas doorgegaan. In de Atlas Scrambler, de P11A Ranger en de N15CS leverde het blok 55 pk en dat was meer dan verwacht werd van de Z26. Bovendien was al in juni 1967 duidelijk dat de deadline (november) voor de productie nooit gehaald kon worden. Als het ontwerp klaar zou zijn waren er nog negen maanden nodig om de productiefaciliteiten aan te passen.

## Norton Atlas Mk III
Men besloot een nieuw project op te pakken, dat veel eenvoudiger was. Het werd aanvankelijk Norton Atlas Mk III genoemd. Daarvoor was geen aanpassing van de fabriek nodig en die machine zou voldoende vermogen leveren zonder overwachte problemen. Het was het prototype voor de Norton Commando.